# Baon
Baon est une commune française située dans le département de l'Yonne, en région Bourgogne-Franche-Comté.
Baon partage les plateaux calcaires avec la région naturelle de Champagne.

## Géographie

### Situation
Baon est située dans la pointe Est du département de l'Yonne ; à 9 km à l'est se trouve le nord de la Côte-d'Or, et à 7,5 km au nord se trouve le sud de l'Aube. Le village est à 1 km au nord de la D 965 qui relie Auxerre (49 km Ouest), Tonnerre (14 km Ouest) dans l'Yonne et Châtillon-sur-Seine (36 km Est) en Côte-d'Or, et au-delà à Chaumont (94 km Nord-Est) en Haute-Marne par la D 67.

### Hydrographie
Baon est arrosée par le ruisseau des Froides Fontaines, petit affluent de l'Armançon qui prend source à cheval entre Villon et Cruzy-le-Châtel et traverse la commune dans le sens nord-est/sud-ouest. Il prend le nom de ru de Baon en aval du village et conflue avec l'Armançon à Tanlay. À 1,7 km en amont du pont de la D 116 sur le ruisseau il reçoit en rive gauche le ru de Bouteillier, cours d'eau saisonnier provenant de Stigny à l'Est puis qui passe à Gland et Pimelles où il traverse la D 965.

### Relief, géologie
Les reliefs sont notablement marqués : Baon, à 168 m d'altitude, s'appuie au nord sur une hauteur qui domine le village à 256 m d'altitude soit un dénivelé de presque 100 m ; les 300 premiers mètres (linéaires) du coteau sont particulièrement abrupts, grimpant de 30  à   50 m sur tout le versant nord-ouest de la vallée du ruisseau.
La carte géologique montre les profondes entailles des cours d'eau dans le plateau du  Jurassique supérieur. Sur le plateau se trouvent des calcaires du Tithonien (J7) ; sur les coteaux, du Kimméridgien supérieur (J6b). 
Dans les fonds de vallée s'est déposé un étroit ruban d'alluvions modernes de sables, limons et argiles datant de l'Holocène (Fz), déposé à partir de Béon et vers l'aval dans une couche dénudée du Ptérocérien ou étage Oxfordien supérieur (J6a). Disséminées sur les plateaux et coteaux, sont des formations périglaciaires faites de grouines (ou grèzes ou graveluches) (GP, matrice argileuse et éclats de petits cailloux).

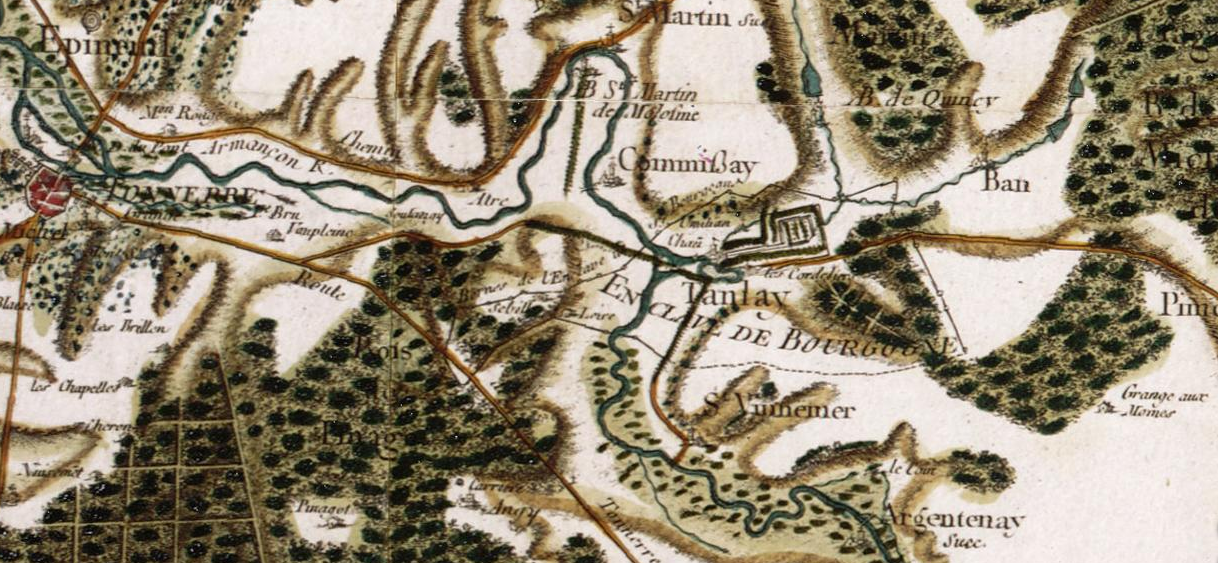
Baon sur la carte de Cassini.

### Climat
Pour des articles plus généraux, voir Climat de la Bourgogne-Franche-Comté et Climat de l'Yonne.
En 2010, le climat de la commune est de type climat océanique dégradé des plaines du Centre et du Nord, selon une étude du Centre national de la recherche scientifique s'appuyant sur une série de données couvrant la période 1971-2000. En 2020, Météo-France publie une typologie des climats de la France métropolitaine dans laquelle la commune est exposée à un climat océanique altéré et est dans la région climatique  Lorraine, plateau de Langres, Morvan, caractérisée par un hiver rude (1,5 °C), des vents modérés et des brouillards fréquents en automne et hiver. 
Pour la période 1971-2000, la température annuelle moyenne est de 10,7 °C, avec une amplitude thermique annuelle de 15,9 °C. Le cumul annuel moyen de précipitations est de 794 mm, avec 11,9 jours de précipitations en janvier et 8 jours en juillet. Pour la période 1991-2020, la température moyenne annuelle observée sur la station météorologique de Météo-France la plus proche, « Cruzy_sapc », sur la commune de Cruzy-le-Châtel à 6 km à vol d'oiseau, est de 11,1 °C et le cumul annuel moyen de précipitations est de 845,8 mm. 
La température maximale relevée sur cette station est de 40,7 °C, atteinte le 25 juillet 2019 ; la température minimale est de −21 °C, atteinte le 16 janvier 1985,,. 
Les paramètres climatiques de la commune ont été estimés pour le milieu du siècle (2041-2070) selon différents scénarios d'émission de gaz à effet de serre à partir des nouvelles projections climatiques de référence DRIAS-2020. Ils sont consultables sur un site dédié publié par Météo-France en novembre 2022.

## Urbanisme

### Typologie
Au 1er janvier 2024, Baon est catégorisée commune rurale à habitat dispersé, selon la nouvelle grille communale de densité à sept niveaux définie par l'Insee en 2022.
Elle est située hors unité urbaine. Par ailleurs la commune fait partie de l'aire d'attraction de Tonnerre, dont elle est une commune de la couronne,. Cette aire, qui regroupe 38 communes, est catégorisée dans les aires de moins de 50 000 habitants,.

### Occupation des sols
L'occupation des sols de la commune, telle qu'elle ressort de la base de données européenne d’occupation biophysique des sols Corine Land Cover (CLC), est marquée par l'importance des territoires agricoles (52,9 % en 2018), une proportion sensiblement équivalente à celle de 1990 (52,7 %). La répartition détaillée en 2018 est la suivante : 
terres arables (48,1 %), forêts (47,1 %), zones agricoles hétérogènes (4,8 %). L'évolution de l’occupation des sols de la commune et de ses infrastructures peut être observée sur les différentes représentations cartographiques du territoire : la carte de Cassini (XVIIIe siècle), la carte d'état-major (1820-1866) et les cartes ou photos aériennes de l'IGN pour la période actuelle (1950 à aujourd'hui).

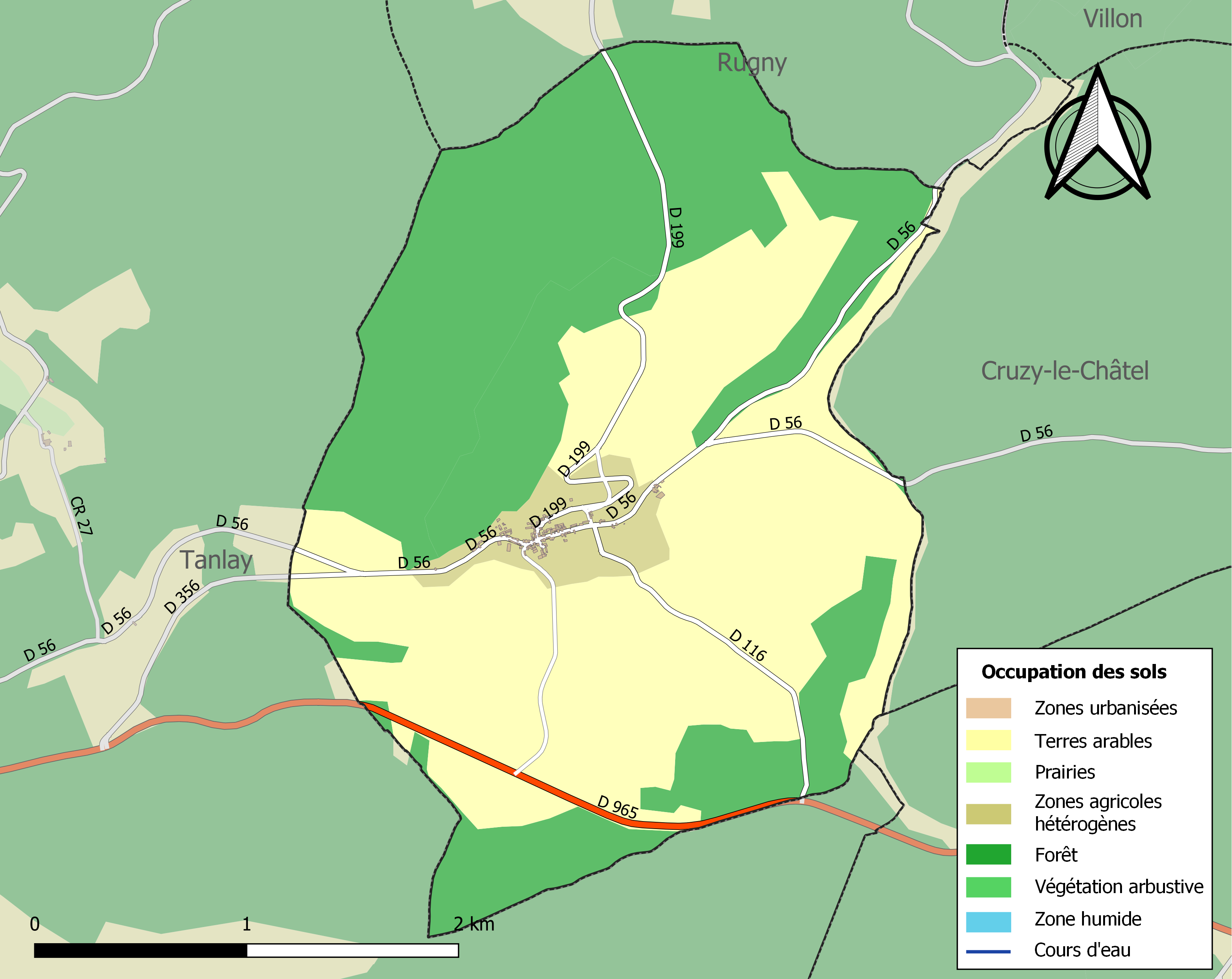
Carte des infrastructures et de l'occupation des sols de la commune en 2018 (CLC).

## Topologie
Sur la carte de Cassini (XVIIIe siècle), Baon est notée « Ban ».

## Histoire

Carte de France en 1180 - comté de Champagne en jaune à l'est.

Baon, comme tout le Tonnerrois, sert longtemps de zone-tampon entre le comté de Nevers, le duché de Bourgogne et le comté de Champagne auquel il appartient.
La carte de Cassini montre le territoire de Tanlay, soit environ 960 ha, comme une « enclave de Bourgogne » dont les limites sur le terrain sont marquées par une trentaine de bornes, hormis une partie du périmètre sud dont les bornes ont déjà disparu à l'époque de l'établissement de la carte (vers 1745).

## Politique et administration
| Période | Période  | Identité       | Étiquette | Qualité |
| ------- | -------- | -------------- | --------- | ------- |
|         |          |                |           |         |
| 2008    | En cours | Damien Roussel |           |         |

## Démographie
L'évolution du nombre d'habitants est connue à travers les recensements de la population effectués dans la commune depuis 1793. Pour les communes de moins de 10 000 habitants, une enquête de recensement portant sur toute la population est réalisée tous les cinq ans, les populations de référence des années intermédiaires étant quant à elles estimées par interpolation ou extrapolation. Pour la commune, le premier recensement exhaustif entrant dans le cadre du nouveau dispositif a été réalisé en 2004.

En 2022, la commune comptait 62 habitants, en évolution de −23,46 % par rapport à 2016 (Yonne : −1,95 %, France hors Mayotte : +2,11 %).
| 1793 | 1800 | 1806 | 1821 | 1831 | 1836 | 1841 | 1846 | 1851 |
| ---- | ---- | ---- | ---- | ---- | ---- | ---- | ---- | ---- |
| 240  | 243  | 244  | 252  | 256  | 260  | 260  | 252  | 234  |

| 1856 | 1861 | 1866 | 1872 | 1876 | 1881 | 1886 | 1891 | 1896 |
| ---- | ---- | ---- | ---- | ---- | ---- | ---- | ---- | ---- |
| 197  | 187  | 175  | 172  | 188  | 180  | 193  | 201  | 172  |

| 1901 | 1906 | 1911 | 1921 | 1926 | 1931 | 1936 | 1946 | 1954 |
| ---- | ---- | ---- | ---- | ---- | ---- | ---- | ---- | ---- |
| 186  | 164  | 154  | 128  | 121  | 122  | 114  | 120  | 94   |

| 1962 | 1968 | 1975 | 1982 | 1990 | 1999 | 2004 | 2006 | 2009 |
| ---- | ---- | ---- | ---- | ---- | ---- | ---- | ---- | ---- |
| 91   | 84   | 60   | 57   | 43   | 67   | 74   | 84   | 83   |

| 2014 | 2019 | 2022 | - | - | - | - | - | - |
| ---- | ---- | ---- | - | - | - | - | - | - |
| 78   | 61   | 62   | - | - | - | - | - | - |

## Lieux et monuments

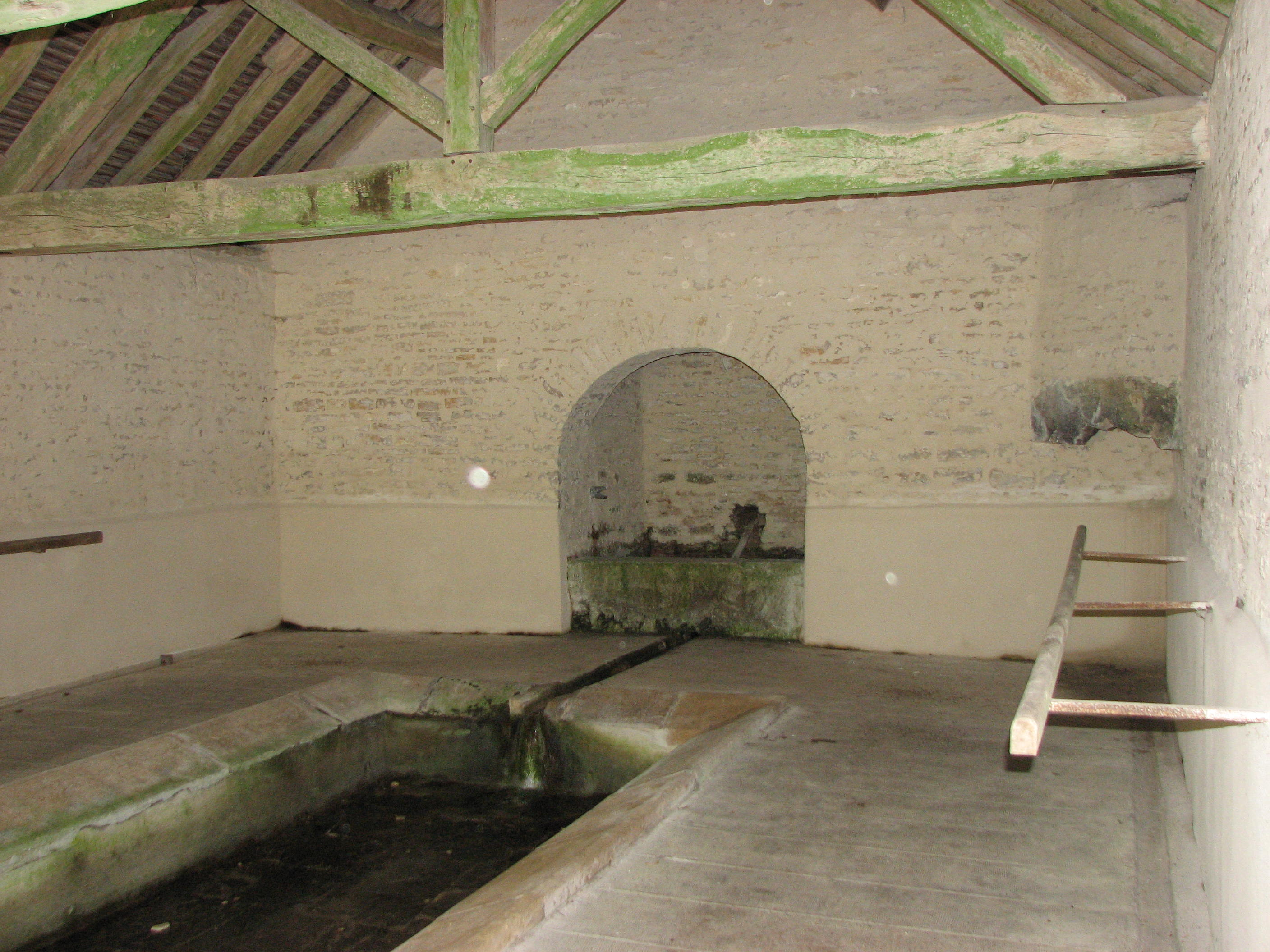
Le lavoir

- Église Saint-Vallier de Baon.

## Environnement
La commune partage avec Baon l'un des derniers marais alcalins de l'ouest de la Bourgogne. Ce marais est visé par le site d'intérêt communautaire (SIC) du « Marais alcalin et prairies humides de Baon », un site Natura 2000 selon la directive Habitat d'une surface totale de 21 ha. Ce SIC s'étire en longueur dans le fond de la vallée au long du ru de Baon, à partir de 365 m en aval du lavoir à l'ouest de Baon (sur la D 356), jusqu'à sa confluence plus un aval avec le ruisseau de Mélissay au pont de la Demi-Lune 250 m après l'ancien moulin du May, sur la commune de Tanlay. Sa largeur varie de 30 m (rétrécissement vers le moulin du May) à 215 m pour inclure une source le long de la D 56.
Au-delà en aval du pont de la Demi-Lune, le SIC est prolongé sur le cours du ru de Baon par la zone naturelle d'intérêt écologique, faunistique et floristique (ZNIEFF) continentale de type 1 du « Marais de Baon, vau d'Arvau et allée de Tanlay » : comprenant 675,81 ha uniquement sur Tanlay, cette ZNIEFF inclut le ru de Baon et la continuation du marais alcalin, à partir de l'entrée du ru sur la commune jusqu'à sa rencontre avec la ligne électrique à très haute tension au sud-est de la commune de Tanlay. Sont compris tous les coteaux du ru sur ce parcours, y compris ceux des vallons adventifs. Cette zone inclut également le ruisseau de Mélissay depuis la fontaine du Rocher près de l'ancienne abbaye de Quincy (aussi incluse ainsi que l'ancien moulin de Quincy) jusqu'à sa confluence avec le ru de Baon. Cet ensemble comprend l'allée de Tilleuls de Tanlay et sa faune remarquable, la combe boisée du Vau d'Arvau, et des friches calcaires au sud et au nord de cet endroit. Le sud de cette ZNIEFF inclut de plus l'essentiel de la forêt communale de Saint-Vinnemer, plateau et coteau.
Ces deux zones, par leur habitat particulier, abritent des espèces végétales et animales rares et menacées en Bourgogne,. Elles sont toutes deux incluses dans la ZNIEFF continentale de type 2 du « Massif calcaire du Tonnerrois oriental et Armançon » qui couvre un total de 30 001,77 hectares sur 44 communes.

## Pour approfondir